# Raoul Peck
Raoul Peck (pronuncia francese haitiana: [ɣa.ul pɛk]; Port-au-Prince, 9 settembre 1953) è un regista, sceneggiatore e politico haitiano.

## Biografia
Laureato in ingegneria, si diploma successivamente all'Accademia di Film e Televisione di Berlino. Trascorre alcuni anni della sua infanzia in Congo e rimane particolarmente legato al continente africano. Dal 1980 al 1985 lavora come fotografo e giornalista, oltre che come regista di alcuni cortometraggi.
Per molti anni è rimasto in esilio volontario, lontano dalla dittatura instaurata nel suo Paese da François Duvalier; rientrato ad Haiti dopo la fine del regime, dal 1995 al 1997 svolge l'incarico di Ministro della cultura.
Il suo film L'uomo sulla banchina è il primo film caraibico della storia presentato al Festival di Cannes. Ha raggiunto notorietà internazionale con il film Lumumba presentato alla Quinzaine des réalisateurs di Cannes.

## Filmografia
- De Cuba traigo un cantar (1982) - documentario
- Leught (1983) - cortometraggio
- Burial (1983) - cortometraggio
- Le Ministre de l'Intérieur est de notre côté (1984) - cortometraggio
- Merry Christmas Deutschland (1984) - cortometraggio
- Haitian Corner (1987) - lungometraggio
- Lumumba - La mort d'un Prophète (1991) - documentario
- L'uomo sulla banchina (L'homme sur les quais) (1993) - lungometraggio
- Desounen, Dialogue avec la mort (1994) - documentario
- Haïti, le silence des chiens (1994) - documentario
- Corps Plongés (1997) - lungometraggio
- Chère Catherine (1997) - documentario
- Lumumba (2000) - lungometraggio
- Le profit et rien d'autre (2001) - documentario
- Accadde in aprile (Sometimes in April) – film TV (2005)
- L'Affaire Villemin (2006) - film tv
- L'école du pouvoir (2009) - film tv
- Moloch Tropical (2009) - lungometraggio
- I Am Not Your Negro (2016) - documentario
- Il giovane Karl Marx (Le jeune Karl Marx) (2017) - lungometraggio